# Manuel Quinziato
Manuel Quinziato (Bolzano, 30 de outubro de 1979) é um ciclista profissional italiano, que atualmente compete para a equipe BMC Racing Team.